# 辉夜大小姐想让我告白～天才们的恋爱头脑战～ (电影)
《輝夜姬想讓人告白～天才們的戀愛頭腦戰～》是由河合勇人執導，德永友一编剧，平野紫耀主演的据同名日本漫畫改編真人電影。該片共分兩集，第1作於2019年9月6日發行，第2作於2021年8月20日發行，後者片名尾端加上「FINAL」（日語：ファイナル），作為本片的完結作。
该电影主要讲的是秀知院学园中成绩优异的会长与家世富可敌国的副会长两个人相互暗恋，并且想方设法让对方先向自己表白的故事。

## 演員表
旁白由佐藤二朗擔任，他同時也在劇中飾演田沼正造一角。在動畫版中飾演四宮輝夜的古贺葵作為嘉賓演員出演，飾演了電影院職員。子安燕一角同樣由擔任動畫版的聲優福原遙出演。
主要演員
- 白銀御行：平野紫耀（台灣配音：江志倫）
- 四宮輝夜：桥本环奈（台灣配音：傅其慧）
- 石上優：佐野勇斗（台灣配音：李景唐）
- 藤原千花：浅川梨奈（台灣配音：馮嘉德）
- 早坂愛：堀田真由（台灣配音：馮嘉德）

第一作
- 柏木渚：池间夏海
- 田沼翼：优太朗（台灣配音：蔣鐵城）
- 白銀的父親：高岛政宏（台灣配音：李景唐）
- 田沼正造：佐藤二朗（台灣配音：蔣鐵城）
- 白銀圭：深尾あむ
- 阿道爾夫·佩斯卡羅：德井优

第二作
- 伊井野御子：影山優佳
- 子安燕：福原遙
- 風野：板橋駿谷
- 大友京子：松風理咲
- 荻野：高橋文哉

## 音乐曲目
第一作
主題曲「koi-wazurai」
演唱：King & Prince
插入曲
演唱、作詞：DAOKO，作曲：神山羊
第二作
主題曲
演唱: King & Prince
插入曲
演唱：Ado，作詞、作曲：みゆはん，編曲：みきとP

## 宣傳
制作组与2019年2月宣布制作，5月宣布演员阵容，8月宣布制作完成，并在9月上映。

## 外部連結
- 互联网电影数据库（IMDb）上《～天才們的戀愛頭腦戰～》的资料（英文）
- 豆瓣链接 （页面存档备份，存于）